# Ириновка (Саратовская область)
Ири́новка — село в Тёпловском сельском поселении Новобурасского района Саратовской области.

## География
Ириновка расположена на границе лесостепной и степной зон, на юге Новобурасского района, в 25 км от районного центра Новые Бурасы, высота над уровнем моря 188 м. Ближайшие населённые пункты: Воронцовка в 6,5 км на юго-запад и посёлок Карабулак в 6,5 км на восток, железнодорожная станция — Елховка Приволжской железной дороги на линии Саратов—Сенная в 5,5 км.
Часовой пояс
Село Ириновка, как и вся Саратовская область, находится в часовой зоне МСК+1. Смещение применяемого времени относительно UTC составляет +4:00.

## История
Деревня Ириновка основана помещиком, графом Воронцовым в 1817 году (по другим данным — в 1820 году, в XVIII веке), названа в честь жены графа (возможно, в честь графини Ирины Ивановны Воронцовой).
В 1866 году была построена церковь (на средства прихожан, деревянная, однопрестольная, престол — во имя Архистратига Михаила, закрыта в 1928 году) и деревня стала селом.
По состоянию на 1911 год в селе было две школы: церковно-приходская и земская. С 1896 года функционировала сельская библиотека.
Административно-территориальная принадлежность
В составе Саратовского уезда Саратовской губернии, Тёпловская волость (до 12 ноября 1923 года), позже, до упразднения волостей и губернии — Ново-Бурасская волость.

## Население
По сведениям 1859 года во владельческой деревне Ириновка (при истоках рытых родников) 2-го стана Саратовского уезда Саратовской губернии в 79 дворах проживали 273 мужчины и 278 женщин.
По состоянию на 1911 год в селе Ириновка (бывшее владение Воронцовых-Дашковых) Тёпловской волости Саратовского уезда Саратовской губернии в 185 дворах проживали 535 мужчин, 530 женщин, великороссы.
По данным Всероссийской переписи населения 2002 года в селе Ириновка Ириновского округа Новобурасского района проживали 415 человек, преобладающая национальность — русские (84%).
| 2002 | 2010 |
| ---- | ---- |
| 415  | ↘368 |

## Инфраструктура
В селе действуют средняя школа, детский сад, почтовое отделение, сельский клуб. Функционирует КФХ Вертянов (по состоянию на 2020 год). 

Оборудован и освящён источник во имя Архистратига Михаила. 

Улицы: Молодёжная, Первомайская, Советская.

## Памятники и памятные места
Памятник землякам, павшим на полях сражений в Великой Отечественной войне (ул. Советская, рядом со школой).

## Фотогалерея

Виды села
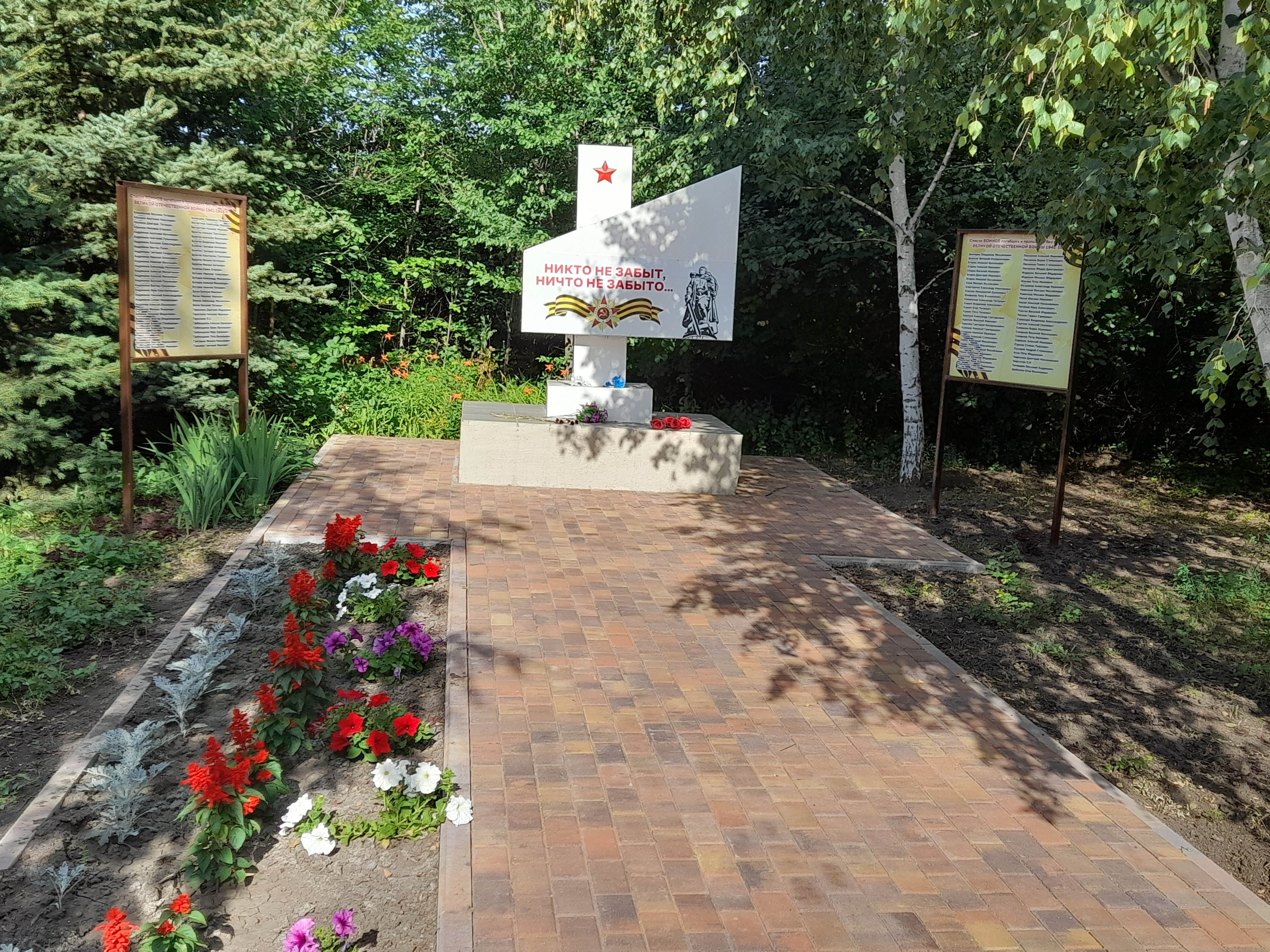
Монумент ВОВ
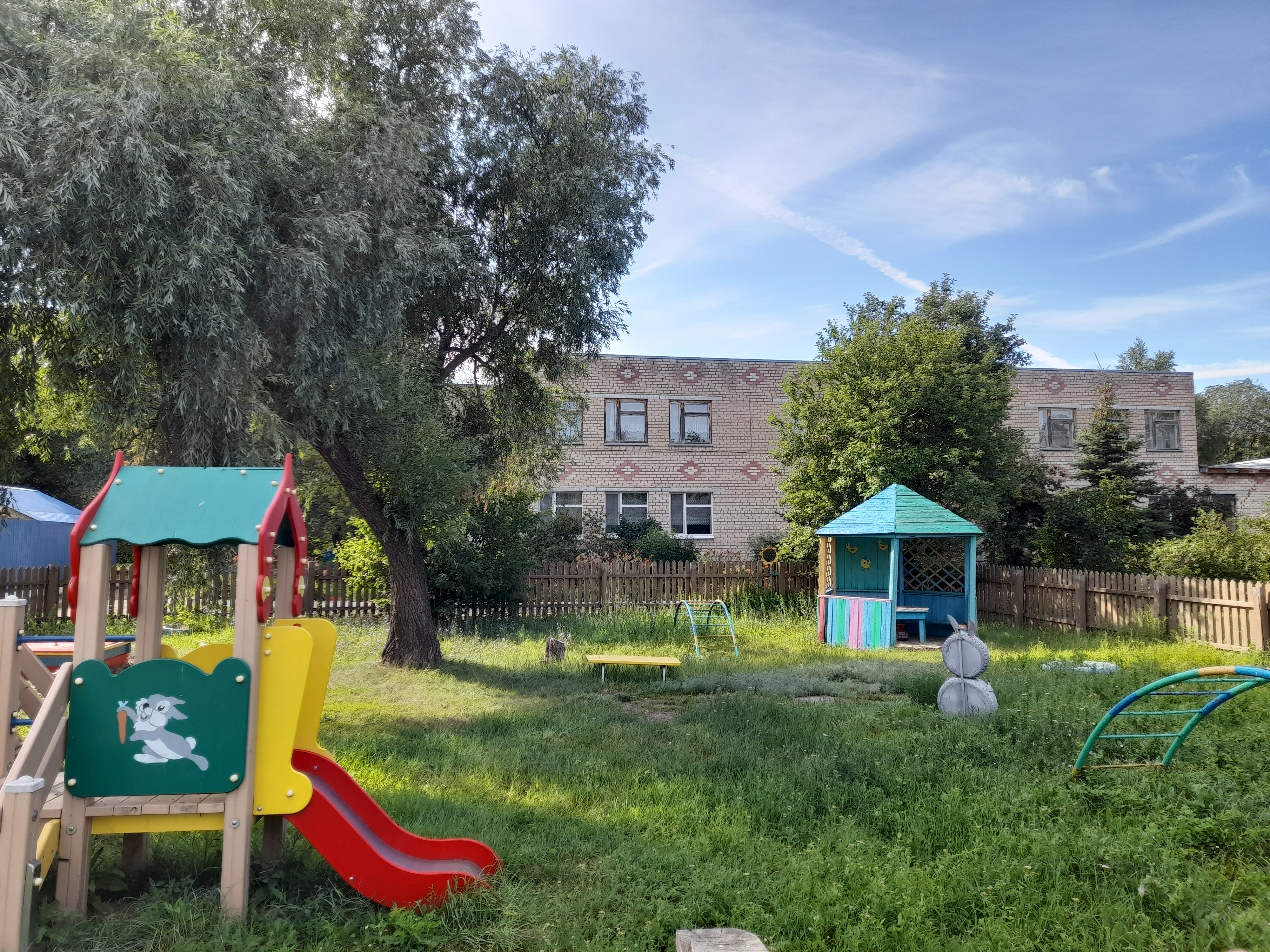
Детский сад
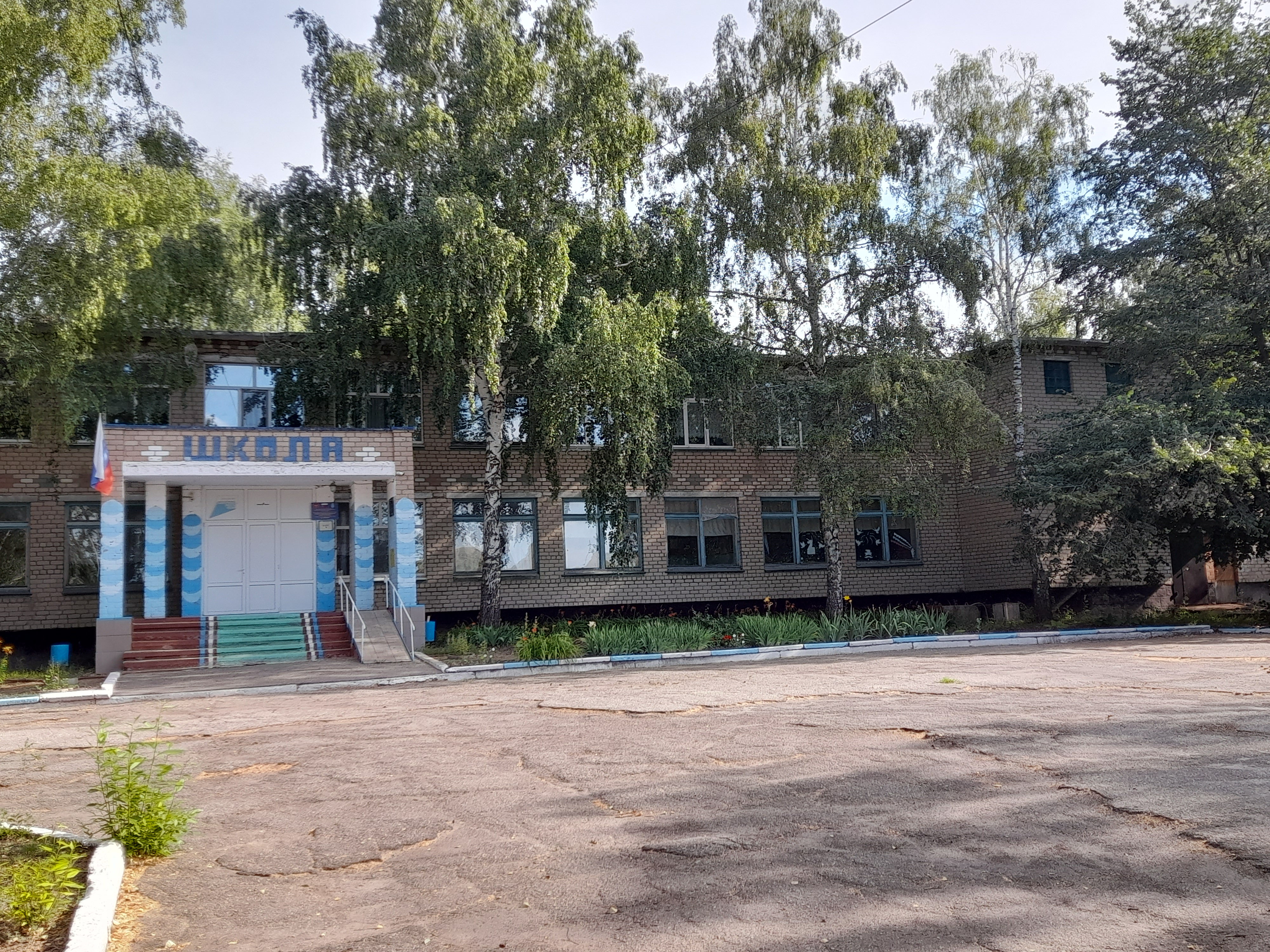
Школа
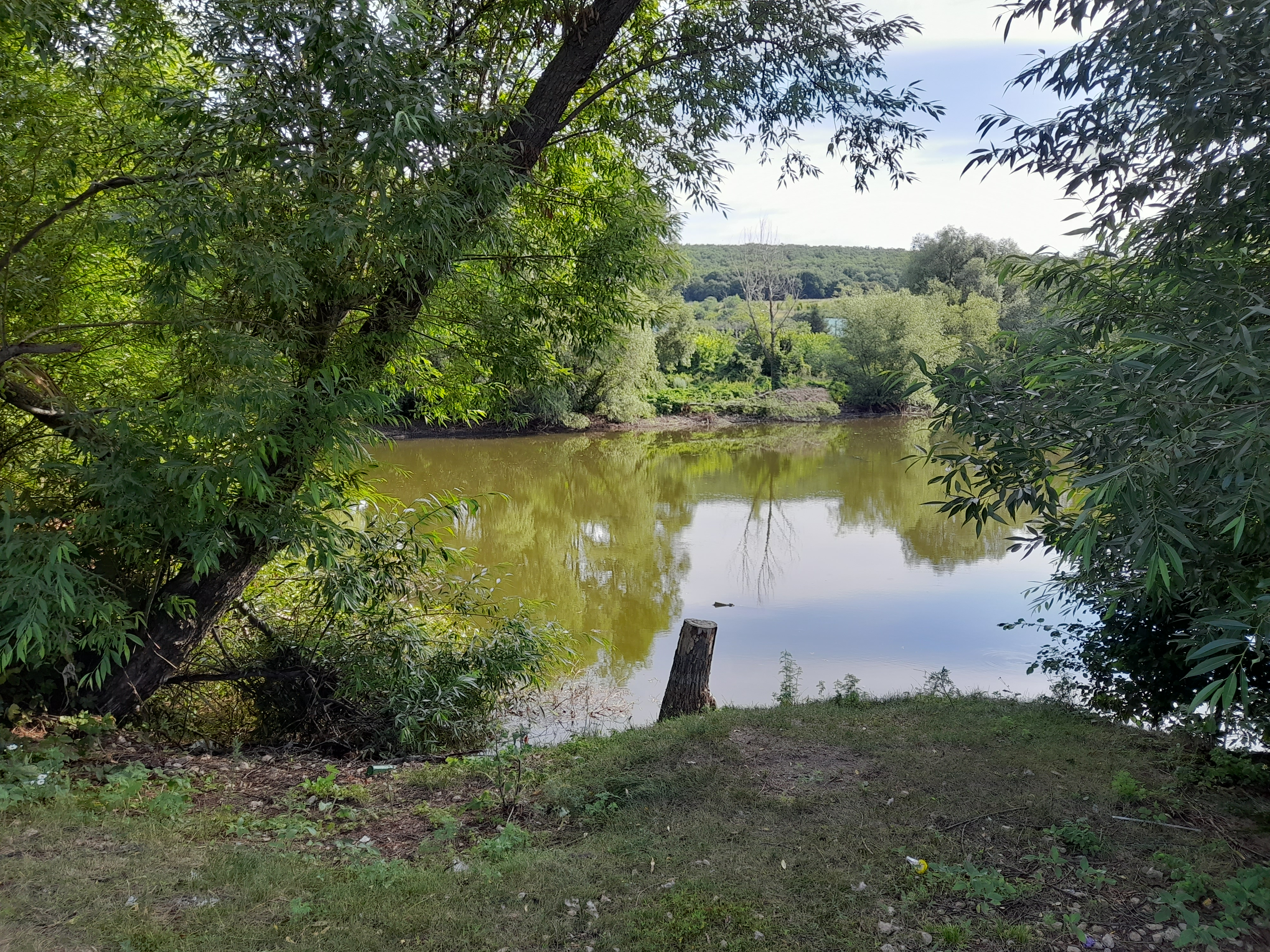
Пруд Сорокин
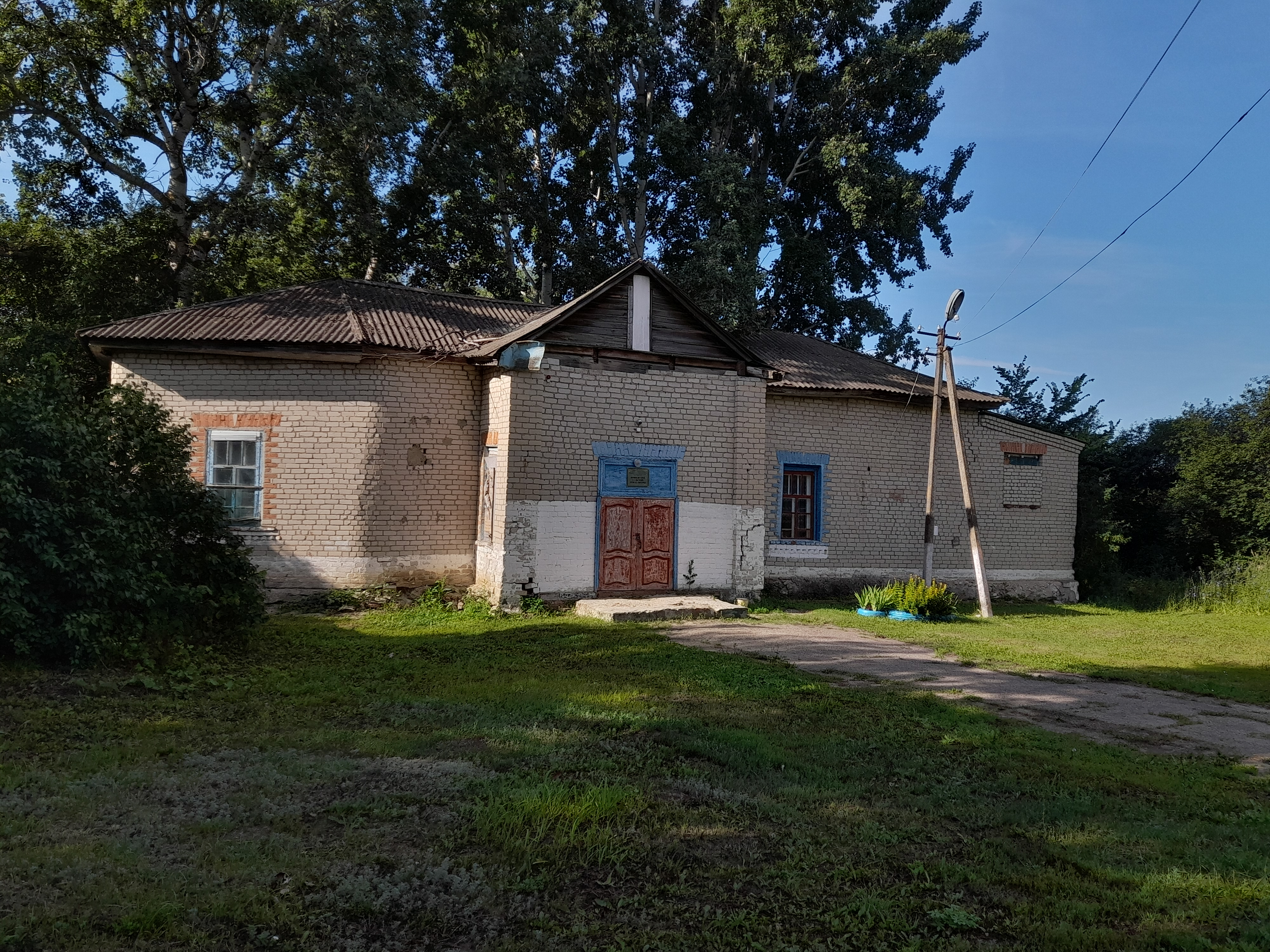
Сельский дом культуры